# Acacia fumosa
Acacia fumosa – gatunek akacji z rodziny bobowatych z podrodziny mimozowych. Występuje we wschodniej Afryce – Etiopii i Somalii.

## Morfologia
PokrójDrzewo o wysokości do 6 metrów
LiściePodwójnie pierzaste z drobnymi listkami.
KwiatyBarwy różowej.
OwoceStrąki.